# Direct Action Everywhere
Direct Action Everywhere (DxE) est une organisation d’activistes pour les droits des animaux fondée en 2013 dans la région de San Francisco. DxE organise des manifestations publiques ainsi que des méthodes de militantisme non-violentes, notamment « l’open rescue » qui consiste à faire sortir des bêtes d’élevage des fermes et abattoirs où ils sont en captivité. L’objectif de Direct Action Everywhere est de construire un mouvement capable de modifier les habitudes culturelles, tout en changeant les institutions politiques et sociales. Les militants de DxE réclament une « libération totale des animaux » et la création d’une loi établissant « l’égalité des espèces ».

## Fondation
Direct Action Everywhere est fondée en 2013 et sa première action est organisée en janvier de la même année, dans la région de San Francisco. À la différence des méthodes habituelles des groupes antispécistes, DxE se signale en manifestant à l’intérieur des restaurants et magasins, plutôt qu’à l’extérieur. Avant la création de ce groupe, Wayne Hsiung (en) a organisé des opérations de libérations d’animaux et diverses manifestations dans les abattoirs durant dix ans.
DxE cite comme sources d’inspiration de sa méthode d’action le Southern Christian Leadership Conference et Act Up.
En décembre 2014, le réseau de DxE s’étend à 90 villes dans une vingtaine de pays[source insuffisante].
Chaque année, Direct Action Everywhere organise une Conférence de la Libération animale destinée aux activistes de la cause animale. Celle-ci consiste en une série de séminaires, de formations et d’évènements sociaux pour développer les capacités d’actions des participants.

## Philosophie

### Impossibilité d'un élevage sans cruauté
Depuis ses origines, DxE mène campagne contre les entreprises qui prétendent vendre des produits alimentaires fabriqués selon des normes « humaines » (c'est-à-dire sans souffrance inutile, qui favorisent le bien-être animal). Parmi les cibles de cette campagne, la chaîne de supermarchés Whole Foods Market, celle de restaurants Chipotle Mexican Grill ainsi que plusieurs fermes. A travers ses enquêtes, dénonciations publiques, manifestations et opérations d'« open rescue », DxE affirme que les entreprises visées trompent le public sur les conditions de vie réelles des animaux, dans leurs fermes ou dans celles de leurs fournisseurs. DxE soutient qu'il n'est pas possible d'élever et de tuer des animaux sans cruauté,.

### Recours aux sciences sociales
Les dirigeants de Direct Action Everywhere comptent un certain nombre d'étudiants en sciences sociales. Grâce à ces dernières, ils entendent persuader de nouveaux individus de se joindre à leurs luttes et aux opérations de sauvetage dans les élevages. DxE a publié des articles sur l'intérêt de la résistance civile non-violente basés sur les travaux de la politologue Erica Chenoweth, l'influence des liens sociaux en s'appuyant sur les travaux du sociologue Doug McAdam, et l'importance de mobiliser les masses à partir des recherches du réseau scientifique Duncan Watts,.

### Position critique à l'égard du consumérisme végan
Les activistes et les essayistes associés à DxE critiquent l'orientation générale du mouvement de défense des droits des animaux à insister sur les comportements individuels en faveur du véganisme et célébrer la création de produits de consommation végans, au lieu de favoriser le militantisme et le changement des institutions sociales et politiques. L'ONG soutient que cette approche individuelle est moins efficace que d'essayer de collectivement changer les institutions. En effet, l'approche individuelle n'incite pas les convertis à en faire plus une fois qu'ils cessent personnellement d'utiliser des animaux, alors que les groupes militant pour les droits des animaux devraient pousser les gens à agir afin que le mouvement se développe plus rapidement. Les militants de DxE soutiennent que la non-violence a pour principe d'affirmer une colère contre les institutions, tout en faisant preuve de compassion envers les individus. A ce titre, le mouvement protestataire sera plus efficace en se concentrant sur les gouvernements, les entreprises et les autres institutions, plutôt que de mettre les consommateurs sur la défensive en attaquant leur choix de vie personnels.
Direct Action Everywhere met en avant que l'option donnée aux consommateurs de pouvoir appliquer un mode de vie végan détourne également leur attention de la menace à laquelle sont encore confrontés les animaux. Les entreprises peuvent ainsi continuer de faire du mal aux animaux comme Whole Foods Market, en évitant les critiques et les actions de contestation des principaux groupes militants en faveur des droits des animaux. Lors d'un débat avec Gary Francione, philosophe et théoricien des droits des animaux de l'université Rutgers, Wayne Hsiung, cofondateur de DxE, déclare ainsi que « l'activisme, et non le véganisme, constitue le fondement moral » de l'action des militants de DxE.

## Mode opératoire

### «Open rescue»
Wayne Hsiung cite comme source d'inspiration pour DxE le travail de Patty Mark, une militante australienne des droits des animaux et fondatrice de l'Animal Liberation Victoria (en) (ALV). Les militants de l'ALV ont popularisé la tactique d'aller dans les fermes en pleine nuit, sans se déguiser et de filmer les conditions à l'intérieur. Cela ne correspond pas aux techniques habituelles des militants américains de protection des animaux, qui se font embaucher comme travailleurs agricoles et tournent en caméra cachée. Les adeptes de l'open rescue insistent sur le fait que leur approche se concentre sur l'histoire individuelle d'animaux, au moment de leur sauvetage, alors qu'ils risquaient de mourir de maladie, puis documentent leur rétablissement. L'open rescue est conçue comme une forme d'activisme que chacun peut lui-même mettre en œuvre, démontrant sa faisabilité par le plus grand nombre.

### Manifestations

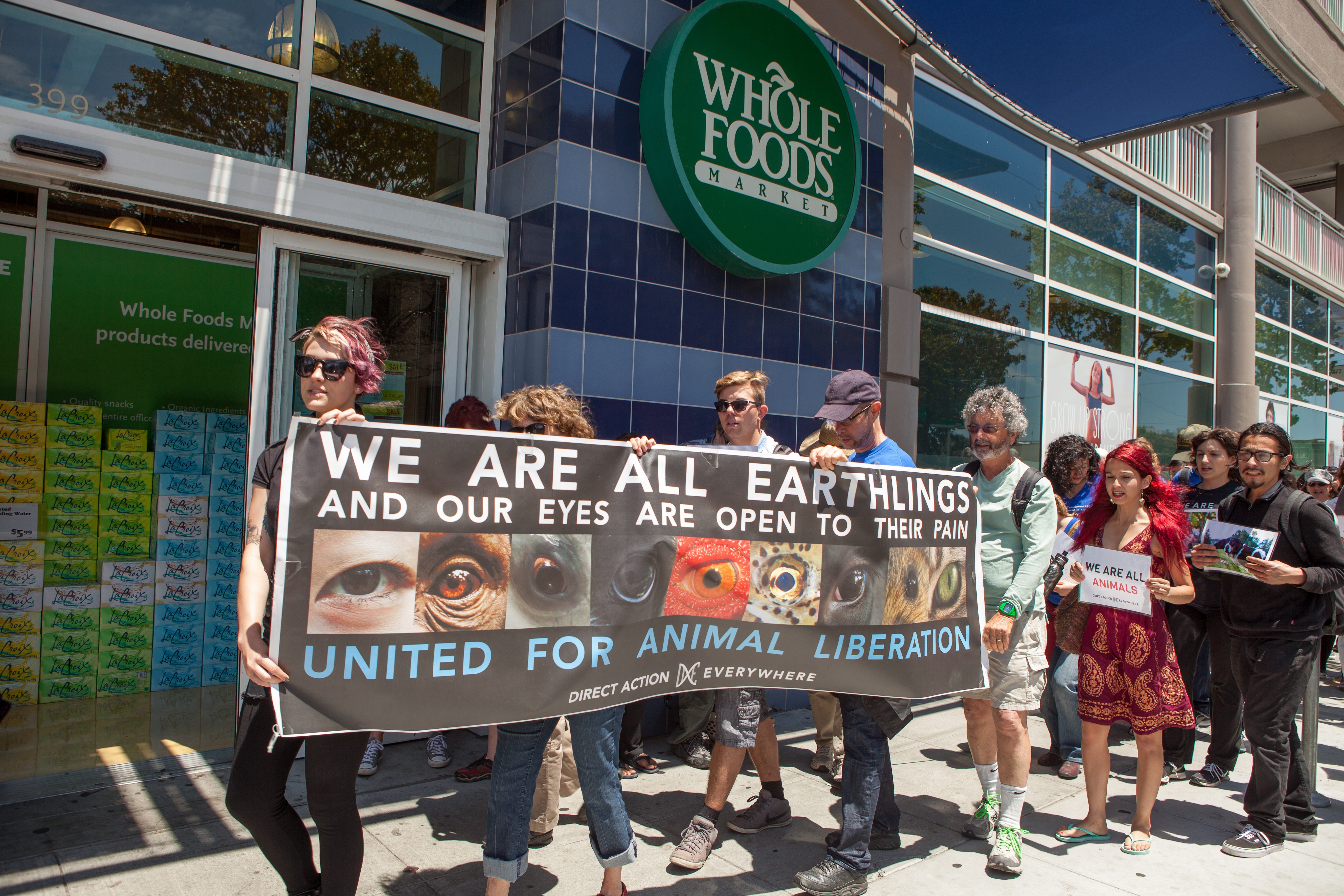
Des activistes de Direct Action Everywhere manifestent à l'extérieur d'un magasin Whole Foods Market à San Francisco en 2015, portant une bannière ou il est écrit : « Nous sommes tous des terriens et nos yeux sont ouverts à leur douleur - Unis pour la libération animale. »

Inspiré à la fois par des réseaux militants et des groupes de théâtre de rue comme Improv Everywhere, DxE mobilise des groupes importants d'activistes pour protester de manière créative dans les lieux publics. Les premières actions dans l'histoire de DxE comprennent ainsi un « poème de guérilla », un « gel » dans un centre commercial, la perturbation d'une projection du documentaire « American Meat » en y insérant des histoires et images d'animaux de compagnie, et de nombreuses autres actions créatives.

### Interruption d'évènements publics
Les militants du réseau DxE organisent des perturbations importantes lors d'évènements où sont présentes des personnalités publiques, en particulier des politiciens. En août 2015, un membre de l'organisation a, par exemple, demandé au gouverneur du New Jersey Chris Christie s'il opposait son veto à un projet de loi interdisant les cages de gestation destinées aux truies et jugées cruelles.

## Principales campagnes

### Whole Foods Market
Direct Action Everywhere mène depuis sa création une campagne dénonçant les conditions d’élevage (poules pondeuses, en particulier) au sein de la chaîne de supermarchés américaine spécialiste de l’agriculture biologique Whole Foods Market. DxE qualifie notamment de « tromperie pour le consommateur » les assertions de Whole Foods quant à ses préoccupations en matière de bien-être animal.

### Costco
À partir de juillet 2016, Direct Action Everywhere mène une enquête dans un élevage volailler destiné à la chaîne de supermarchés CostCo, dénonçant l’emploi de cardabox, un antibiotique soupçonné de cancérogénicité, et le piteux état d’une partie des volailles. En outre, la ferme visitée approvisionne également une seconde chaîne de supermarchés Safeway, ainsi que les boutiques de l’équipe de baseball des Dodgers de Los Angeles. De ce fait, des militants de DxE ont à plusieurs reprises envahi le terrain de jeu pour dénoncer que les « Dodgers torturent les animaux ». À la suite de l’intrusion des activistes, l’ensemble des poules a dû être tué, en raison du risque de contamination. Deux militants ont été poursuivis pour effraction et violation d’une propriété privée et condamnés à payer plus de 330 000 dollars au nom du préjudice subi par le volailler. Par la suite, les activités de Direct Action Everywhere ont mené de nouvelles manifestations dans des supermarchés CostCo à travers les États-Unis.

## Critiques et soutiens
L'ancien membre de DxE et ancien candidat aux élections municipales de Berkeley, Aidan Hill, considère que les objectifs et les méthodes d'actions de DxE créent une mauvaise image du mouvement des droits des animaux, par leurs radicalité et leur illégalité. En revanche, Ingrid Newkirk, la présidente de PETA, soutient les militants de DxE et encourage les actions « non-violentes » qu'ils mènent, les voyant comme complémentaires de celles de sa propre organisation.

### Poursuites judiciaires
En raison de la radicalité de leurs méthodes d'action, les membres de DxE font régulièrement face à des poursuites pour vol ou violation de propriété privée. Au mois de juin 2018, le cofondateur Wayne Hsiung comptabilisait à lui seul neuf mises en examen. À la suite d'une opération d'open rescue en novembre 2018 rassemblant 200 militants de Direct Action Everywhere, 67 d'entre eux ont été arrêtés en Californie.